# Psallus pseudoplatani
Psallus pseudoplatani is een wants uit de familie van de blindwantsen (Miridae). De soort werd het eerst wetenschappelijk beschreven door Léopold Reichling in 1984.

## Uiterlijk
De langwerpig ovaal gevormde blindwants is altijd langvleugelig en kan 3,5 tot 4 mm lang worden. Het bruingele lichaam van de wants is bedekt met lichte glanzende en zwarte haartjes. Het bruinachtige doorzichtige deel van de vleugels heeft bruine aders, alleen de ader van de tweede cel is geel. Het uiteinde van het hoornachtige gedeelte van de voorvleugels, de cuneus, is rood met een gele bovenrand. De pootjes hebben gele dijen met bruine vlekjes en gele schenen. De eerste twee segmenten van de antennes zijn geel; de laatste twee zijn donkerder.

## Leefwijze
De wants kent één generatie per jaar en de wants overleeft de winter als eitje en zijn van mei tot juli volwassen. De wantsen leven op gewone esdoorn (Acer pseudoplatanus) waar ze plantensappen zuigen en jagen op kleine insecten zoals bladluizen.

## Leefgebied
De soort is voor het eerst in 1976 in Nederland gevonden en is zeldzaam. Het verspreidingsgebied is Palearctisch en komt vooral in Europa voor.